# Gottfried August Pietzsch
Gottfried August Pietzsch (* 8. Oktober 1759 in Schkeuditz; † 8. Februar 1840 in Naumburg) war ein deutscher Geistlicher, Pädagoge und Schriftsteller.

## Leben
Gottfried August Pietzsch besuchte die Schule in Merseburg und begann 1780 ein Theologiestudium an der Universität Leipzig. 1784 bestand er in Dresden sein theologisches Examen und wurde anschließend Hauslehrer der beim kurfürstlich-sächsischen Major der Kavallerie Ludwig Wilhelm von Rex in Freyburg. 1789 wurde er zum Diakon in Freyburg und zum Pastor in Zscheiplitz gewählt.
1802 eröffnete er eine Schule in Naumburg und betrieb diese neben seinen geistlichen Ämtern.
1808 legte er aus gesundheitlichen Gründen seine Ämter als Geistlicher nieder.
1830 eröffnete er eine Sonntagsschule, an der er unentgeltlich unterrichtete und einen Lehrer honorierte. Die Sonntagsschule wurde von 93 Schülern, unter ihnen auch Lehrlinge und Gesellen, besucht.
Er betätigte sich auch schriftstellerisch und war u. a. Mitarbeiter am „Neuen Nekrolog der Deutschen“.
1789 heiratete er und hatte vier Kinder, allerdings lebte bei seinem Tod nur noch sein Sohn, der Regierungsrat in Erfurt war. Seine Witwe überlebte ihn nur um 9 Monate, sie starb am 12. November 1840 in Naumburg.

## Werke (Auswahl)
- mit Friedrich Severin: Otto Karl Ludwig von Rex: Freundschaftliche Lehren und Ermahnungen an meinen geliebten Zögling Otto Karl Ludwig von Rex da er das väterliche Haus verließ Freyburg im Monath April 1788. Weißenfels (gedruckt bey Friedrich Severin) 1788
- Gustav Redlich: oder, Der Prediger, wie er seyn sollte. Leipzig: Sommerschen Buchhandlung, 1801
- Erbauungsbuch für Kranke: nebst einigen Predigten; mit 1 Titelkupfer. Leipzig 1803
- Auszüge aus dem Tagebuche und Briefen eines Kranken, während seines Aufenthaltes im Carlsbade, an dem Franzensbrunnen bey Eger und in Lauchstädt im Jahr 1802. Weißenfels 1803
- Meine Lebenserfahrungen über einige wichtige Gegenstände der Erziehung und des häuslichen und bürgerlichen Lebens nebst e. christl. Creuz- u. Trostschrift für alle geplagten Schulleute. Zeitz Webel 1821
- Der hohe Beruf des Weiblichen Geschlechts als Jungfrau, Gattin, Hausfrau und Mutter: Zur Beförderung häuslicher Glückseligkeit. Zeitz: Webel 1822
- Heinrich Frommans des ehrwürdigen Landpredigers erbaulicher Lebenslauf: ein lehr- und trostreiches Lesebuch zur Beförderung einer christlichen Kinderzucht. Neustadt: Wagner 1823
- Adolph und Wilhelm, die ungleichen Brüder und ihre ungleichen Lebensschicksale oder: die Folgen der Erziehung; ein lehrreiches Lesebuch für die Aeltern u. Erzieher. Kaschau 1823
- Ferdinand Klugen’s Abendunterhaltungen mit seinen Kindern über seine eigenen Lebensschicksale. Kaschau 1824
- Väterliche Unterhaltungen mit wohlerzogenen Jünglingen und Jungfrauen über die wichtigsten Angelegenheiten des jugendlichen und des menschlichen Lebens überhaupt. Naumburg: Bürger 1826
- Gustav Redlichs ernste Rückblicke in die vergangnen Tage seines Lebens Zur Aussöhnung mit den Gebrechen unsrer Zeit und zur Belebung der trostvollen Glaubens, daß es auf unsrer Erde immer besser wird. Zeitz Webel 1829
- mit Heinr Gotthold: Heinr. Gottholds Unterhaltungen mit einem Amtsbruder auf dem Land über die fortwährenden Streitigkeiten zwischen den Rationalisten und Supranaturalisten in 8 Briefen. Zeitz 1829
- Franz Oswald oder der hohe Beruf des maennlichen Geschlechts in jedem Lebensalter, als Knabe, Jüngling, Mann und Greis. Ein Weihnachtsgeschichte für alle wohlerzogene Jünglinge. Zeitz 1830
- Wilhelm Ehrlich’s Lehr- u. Wanderjahre so wie häusliche Lebensordnung als Staatsbürger: Zur Bildung ehrenwerther Bürger-Söhne für ihren bürgerlichen Beruf. Zeitz 1830